# Chapelle Notre-Dame de Leffond
La chapelle Notre-Dame est une chapelle située à Charcenne, en France.

## Localisation
La chapelle est située sur une petite colline qui domine la source de la Colombine, au sud du village de Charcenne.

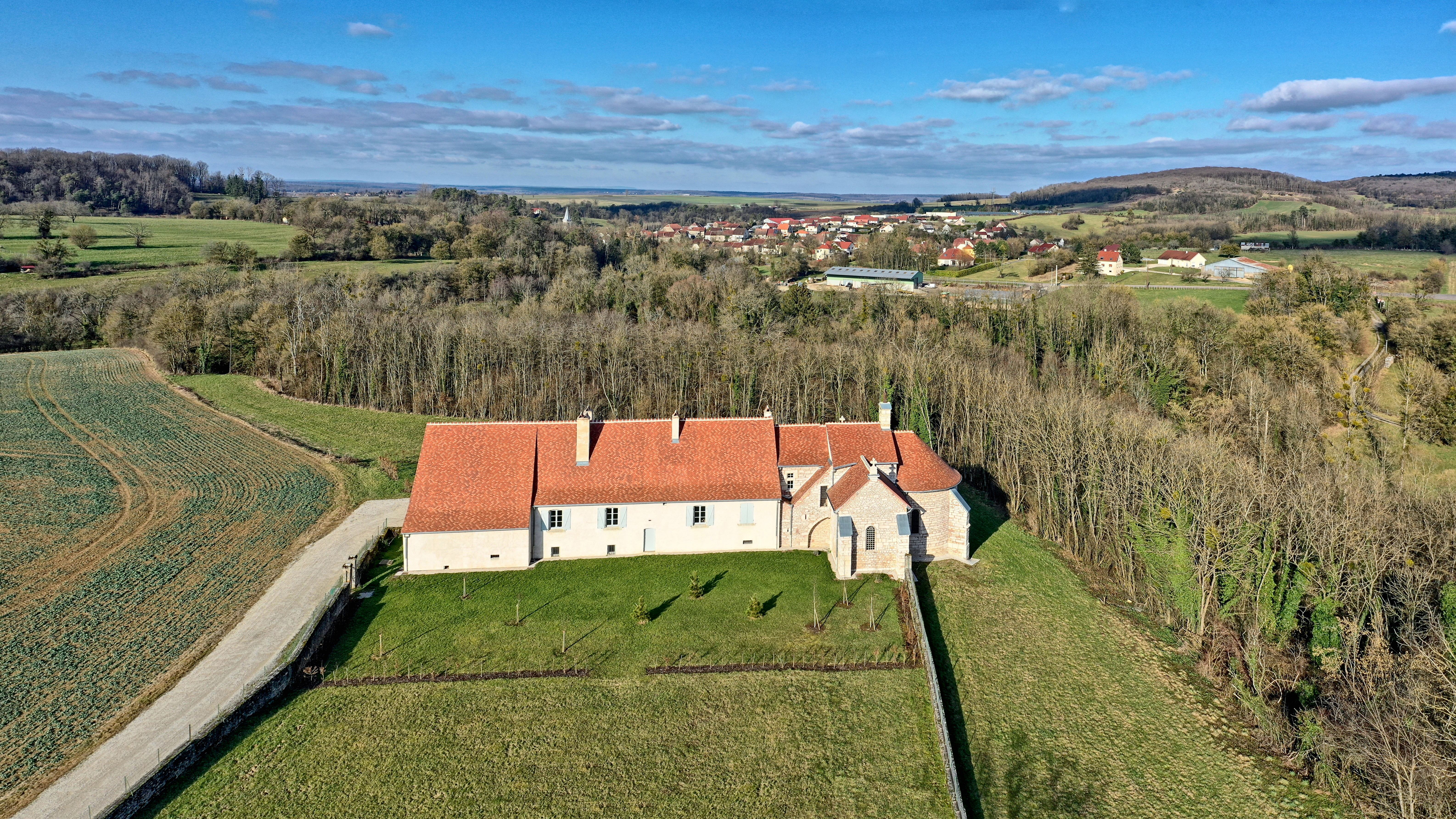
La chapelle au-dessus du village.

## Historique
L'édifice est inscrit au titre des monuments historiques en 2002.